# グレンロセス蒸留所
グレンロセス (英: The Glenrothes [ɡlɛnˈrɒθɪs]) は、スコットランドのスペイサイド地区バーン・オブ・ロセス (ローゼス、the Burn of Rothes) 付近のグレンロセス蒸留所で生産されるシングルモルトのスコッチ・ウイスキーである。グレンロセスはブレンデッド・ウイスキーの原酒として評価が高く、その98％がカティーサークやフェイマスグラウスといったブレンデッド・スコッチ・ウイスキーに使用されている。ニッカウヰスキーの創業者である竹鶴政孝がウイスキーの製法を学んだ蒸留所のひとつとしても知られている。グレンロセスは2010年にEdrington GroupからBerry Brothers and Ruddに売却されたが、2017年に買い戻されている。

## 生産
1993年より、グレンロセスは他の多くのシングルモルトと異なり 、ボトリングは熟成年数（age）ではなく製造年(vintage)によって決定され、ボトルにはワインのように製造年が記されている。 ただし、「ヴィンテージ・リザーヴ」(Vintage Reserve)、「シェリー･リザーヴ」（Sherry Reserve）として販売されているものはビンテージではなく、複数のビンテージをブレンドして製品化している。
グレンロセスは主にスペインのシェリー樽によって熟成されるが、 バーボン樽も使用されている  。
特別なボトルとして、特定の年のウイスキー樽一つから瓶詰された「シングルカスク」の製品がある。また、1980年代後半、グレンロセス蒸溜所がグレンロセスをビンテージとして売り出すと決心する数年前に、1974年以前のウイスキー樽は同じ場所で熟成されたままになっていたが、これらの樽は30年物のグレンロセスとして販売された。これは1134点しか販売されなかった。

## 特色
日本で販売を行っているレミー コアントロー ジャパンでは、グレンロセスの特色について、「“ヴィンテージ” シングルモルトが身上の、スコッチウイスキー業界のパイオニア」と表現している。。
ウイスキー・ライターのマイケル・ジャクソンは、グレンロセスについて、「芳香があり、甘く、スパイシーでフルーティー。ディナーの後に適している」と評価している。

## 歴史
この蒸留所は1878年、当時近くのマッカラン蒸溜所を経営していたJames Stuart & Coによって設立された。最初のウイスキーが蒸留器から生まれたのは1879年12月28日で、テイ橋の崩落事故が起きた日とちょうど同じだった。
この蒸留所の船出は不安定で、火事や事故にしばしば悩まされてきた。標準強度以上のアルコール分を含んだウイスキーは周知のようにとても燃えやすく、蒸留所はその代償を払わなければならなかった。1896年には二つ目のキルン（kiln, モルト乾燥のための建物）の拡張工事と蒸留器の二基から四基への増加に取り掛かったが、工事が終わる前に、1897年12月の火事で甚大な被害を受けた。蒸留所はさらに1903年の重大な爆発事故でダメージを受けた。 
1902年には、第一倉庫の火事により約 200,000英ガロン (910,000 L) のウイスキーを損失した。1962年のさらなる火事を機に拡張が行われ、1982年のさらなる再建により、蒸留器の部屋は五つのウォッシュ・スチル（一回目の蒸留）のための蒸留器と五つのスピリット・スチル（二回目の蒸留）のための蒸留器を備えるようになった。

## 日本での販売
2015年よりレミー コアントロー ジャパン株式会社にて販売。
- グレンロセス　ヴィンテージ･リザーヴ（40%）
- グレンロセス　シェリー･リザーヴ（40%）
- グレンロセス　1998（43%）
- グレンロセス　1995（43%）
- グレンロセス　1991（43%）
- グレンロセス　1988（43%）
- グレンロセス　1978（43%）

※すべて700ml。

## 参照
1. ↑  土屋守『シングルモルトを愉しむ』光文社〈光文社新書072〉、2002年。ISBN 4-334-03172-2。267頁
2. ↑  土屋守『シングルモルト大全』小学館、1995年。ISBN 4-09-387170-1。136頁
3. ↑  scotchwhisky.com (2017年). “Glenrothes sold back to Edrington”. 2017年5月18日閲覧。
4. ↑  Page 139, Malt Whisky Yearbook 2010. ISBN 978-0-9552607-6-6
5. ↑  Scotland.com. “The Glenrothes Distillery in Scotland”. 2015年7月3日閲覧。
6. ↑  レミー コアントロー ジャパン株式会社公式サイト　The Glenrothes
7. ↑  Jackson, Michael (1994). Michael Jackson's Malt Whisky Companion. London. Dorling Kindersley Limited. ISBN 0-7513-0146-9
8. ↑  “The Glenrothes Distillery”.   Grainmash.com (2008年11月10日). 2009年1月23日時点のオリジナルよりアーカイブ。2015年7月3日閲覧。
9. ↑  "Glasgow University" (2011年). “Records of Highland Distilleries”. 2011年8月13日時点のオリジナルよりアーカイブ。2011年1月5日閲覧。